# IP sobre DVB
IP sobre DVB o IP sobre MPEG consiste encapsular los datagramas IP (Internet Protocol) que contienen información multimedia en los Digital Video Broadcasting (DVB) o MPEG Transport Streams (MTS) para ser distribuida por algunos sistemas de televisión digital tales como DVB-T, DVB-S o DVB-C.
El proceso se recoge en la especificación de la ETSI EN 302 304 v1.1.1 (DVB-H).

## Descripción de la pila de protocolos
Se observa:

1. A nivel de capa  de red se tienen los datos IP que se encapcularán en un paquete MPE.

2. A su vez, el MPE se encapsulará en un paquete de transporte de MPEG (MTS).

3. Finalmente, se elegirá la forma de distribución de los datos/señal por los diferentes sistemas a nivel de capa física (Cable DVB-C, radiodifusión tradicional DVB-T o vía satélite DVB-S).

## Ejemplos de aplicaciones
- Difusión de datos (datacast).
- Multidifusión sobre IP: se realiza una distribución de contenidos hacia diversos suscritores de servicio y/o usuarios. De esta forma se consigue mayor eficiencia en el envío de contenidos multimedia.
- Servicios de televisión interactiva.
- Es posible obtener acceso a Internet utilizando sistemas DVB como enlace de bajada de banda ancha utilizando alguna combinación de sistemas de banda estrecha. Por ejemplo: 
  - En recepción de Internet por satélite en zonas de difícil acceso utilizando como receptor una antena parabólica y como sistema de retorno el módem.
  - Acceso a Internet de banda ancha en trenes.
  - Acceso a Internet de banda ancha vía teléfono móvil. Permite la recepción de vídeo en terminales móviles.

### Aplicación en boga: TV digital en receptores móviles. Definición de DVB-H.
El objetivo de esta norma es definir un sistema para permitir la recepción de contenido multimedia en dispositivos móviles. 
En general, para usar un sistema de radiodifusión móvil debemos centrarnos en dos problemas principales:
- Canales móviles: dichos canales son más hostiles que los recibidos en antenas fijas, por ello, debemos dotar al sistema de mecanismos para paliar el Efecto Doppler, garantizar el cambio de estación base entre celdas handover y prevenir interferencias.

- Autonomía de los terminales: con tal de que los dispositivos móviles presenten mayor tiempo de autonomía, se debe intentar reducir la potencia necesaria para envío/recepción y el procesado de la señales.

DVB-H incorpora dos mecanismos, MPE-FEC y Time Slicing, que actúan sobre estos inconvenientes.
- El objetivo fundamental de MPE-FEC es mejorar la relación señal a ruido y compensar el efecto Doppler en canales móviles, así como incrementar la tolerancia a interferencias.
- Time Slicing permite, entre otras acciones, reducir el consumo de energía del terminal móvil.

Los datos nativos una vez puestos en datagramas IP se encapsulan con MPE y además se les agrega cabeceras de MPE-FEC y Time Slicing.
Cabe resaltar que DVB-H agrega funcionalidades a nivel de capa de enlace para que el transporte, por el sistema de capa física DVB-T, sea más acorde con el canal móvil. Pero no es una definición a nivel de capa física.

## Canales de retorno
Algunos servicios, excepto la difusión de contenidos, necesita un canal de retorno. Hasta el momento, para interactuar con algunos programas de televisión utilizamos el móvil o la telefonía fija. Los sistemas actuales más modernos, incorporar medios para interactuar usando otras vías que proporcionan algunas ventajas como: volumen de información, rapidez, coste...
Algunos son:
- DVB-RCT (canal terrestre de retorno de sistemas DVB)
- Módem
- ADSL
- GPRS
- 3G

## Protocolos definidos para el encapsulado de datagramas IP sobre DVB
- Encapsulación Multiprotocolo de MPEG (Multiprotocol Encapsulation MPEG, MPE), o ETSI-DAT cuyas especificaciones se encuentran en el documento: EN 301 192, "Specifications for Data Broadcasting" de la ETSI (European Telecommunications Standards Institute).
- Encapsulación unidireccional de bajo peso de MPEG (Unidirectional Lightweight Encapsulation, ULE) cuyas especificaciones podemos encontrar en el RFC 4326.
- Enlace unidireccional (unidirectional link, UDE).
- IPDC.